# Russian Spy and I
"Russian Spy and I" is een nummer van de Nederlandse band The Hunters. Het werd in 1966 uitgebracht als single.

## Achtergrond
"Russian Spy and I" is geschreven door gitarist Jan Akkerman en Jacky Javellin, een pseudoniem van muziekproducent Casper Koelman. Het nummer staat bekend om het snelle gitaarspel van Akkerman, waardoor men hem als gitaarvirtuoos begon te zien. De gitarist schreef het nummer op een Gretsch White Falcon. Akkerman maakte gebruik van een techniek die hij in later werk vaker toepaste: hij combineerde rockmuziek met klassieke muziek. Hij omschreef het als een "soort Balkanrock-'n-roll".
"Russian Spy and I" groeide uit tot de grootste hit van The Hunters en werd ten tijde van uitgave veelvuldig op de radio gedraaid. De single bereikte de tiende plaats in zowel de Nederlandse Top 40 en de Parool Top 20. In 1989 bracht Roberto Jacketti een cover van het nummer uit. Deze kwam tot de vijftiende plaats in de Tipparade en de 58e plaats in de Nationale Hitparade Top 100.

## Hitnoteringen

### The Hunters

#### Nederlandse Top 40
| Hitnotering: 04-06-1966 t/m 13-08-1966 | Hitnotering: 04-06-1966 t/m 13-08-1966 | Hitnotering: 04-06-1966 t/m 13-08-1966 | Hitnotering: 04-06-1966 t/m 13-08-1966 | Hitnotering: 04-06-1966 t/m 13-08-1966 | Hitnotering: 04-06-1966 t/m 13-08-1966 | Hitnotering: 04-06-1966 t/m 13-08-1966 | Hitnotering: 04-06-1966 t/m 13-08-1966 | Hitnotering: 04-06-1966 t/m 13-08-1966 | Hitnotering: 04-06-1966 t/m 13-08-1966 | Hitnotering: 04-06-1966 t/m 13-08-1966 | Hitnotering: 04-06-1966 t/m 13-08-1966 | Hitnotering: 04-06-1966 t/m 13-08-1966 |
| Week                                   | 1                                      | 2                                      | 3                                      | 4                                      | 5                                      | 6                                      | 7                                      | 8                                      | 9                                      | 10                                     | 11                                     |                                        |
| -------------------------------------- | -------------------------------------- | -------------------------------------- | -------------------------------------- | -------------------------------------- | -------------------------------------- | -------------------------------------- | -------------------------------------- | -------------------------------------- | -------------------------------------- | -------------------------------------- | -------------------------------------- | -------------------------------------- |
| Nummer                                 | 33                                     | 18                                     | 13                                     | 10                                     | 14                                     | 13                                     | 12                                     | 20                                     | 25                                     | 31                                     | 40                                     | uit                                    |

#### Parool Top 20
| Hitnotering: 11-06-1966 t/m 23-07-1966 | Hitnotering: 11-06-1966 t/m 23-07-1966 | Hitnotering: 11-06-1966 t/m 23-07-1966 | Hitnotering: 11-06-1966 t/m 23-07-1966 | Hitnotering: 11-06-1966 t/m 23-07-1966 | Hitnotering: 11-06-1966 t/m 23-07-1966 | Hitnotering: 11-06-1966 t/m 23-07-1966 | Hitnotering: 11-06-1966 t/m 23-07-1966 | Hitnotering: 11-06-1966 t/m 23-07-1966 |
| Week                                   | 1                                      | 2                                      | 3                                      | 4                                      | 5                                      | 6                                      | 7                                      |                                        |
| -------------------------------------- | -------------------------------------- | -------------------------------------- | -------------------------------------- | -------------------------------------- | -------------------------------------- | -------------------------------------- | -------------------------------------- | -------------------------------------- |
| Nummer                                 | 14                                     | 11                                     | 10                                     | 14                                     | 16                                     | 16                                     | 19                                     | uit                                    |

#### NPO Radio 2 Top 2000
| Nummer met noteringen in de NPO Radio 2 Top 2000 | '99  | '00  | '01  | '02  | '03  | '04  | '05  | '06  | '07 | '08  |
| ------------------------------------------------ | ---- | ---- | ---- | ---- | ---- | ---- | ---- | ---- | --- | ---- |
| Russian Spy and I                                | 1197 | 1189 | 1473 | 1355 | 1552 | 1656 | 1944 | 1914 | -   | 1908 |

1. ↑  Een '-' betekent dat het nummer niet was genoteerd en een vetgedrukt getal geeft de hoogste notering aan.
2. ↑  Deze tabel is bijgewerkt tot en met de laatste editie (2024).

### Roberto Jacketti

#### Nationale Hitparade Top 100
| Hitnotering: 11-11-1989 t/m 16-12-1989 | Hitnotering: 11-11-1989 t/m 16-12-1989 | Hitnotering: 11-11-1989 t/m 16-12-1989 | Hitnotering: 11-11-1989 t/m 16-12-1989 | Hitnotering: 11-11-1989 t/m 16-12-1989 | Hitnotering: 11-11-1989 t/m 16-12-1989 | Hitnotering: 11-11-1989 t/m 16-12-1989 | Hitnotering: 11-11-1989 t/m 16-12-1989 |
| Week                                   | 1                                      | 2                                      | 3                                      | 4                                      | 5                                      | 6                                      |                                        |
| -------------------------------------- | -------------------------------------- | -------------------------------------- | -------------------------------------- | -------------------------------------- | -------------------------------------- | -------------------------------------- | -------------------------------------- |
| Nummer                                 | 93                                     | 75                                     | 63                                     | 58                                     | 69                                     | 99                                     | uit                                    |